# Srednji Dolič
Srednji Dolič este o localitate din comuna Mislinja, Slovenia, cu o populație de 249 de locuitori.